# Schlichenbach (Much)
Schlichenbach ist ein Ortsteil der Gemeinde Much im Rhein-Sieg-Kreis.

## Lage
Schlichenbach liegt auf den Hängen des Bergischen Landes im westlichen Zipfel von Much. Nachbarorte sind Klauserhof im Nordosten, Mohlscheid im Süden und Scherpekotten im Norden.

## Geschichte
Der Ort wurde 1496 erstmals urkundlich erwähnt.
1830 hatte Birken 13 Bewohner.
Ein Sandsteinwegekreuz bei Haus Nr. 3 wurde 1875 von der Familie Schiffbauer errichtet. Es steht unter der Nr. 122 in der Liste der Baudenkmäler in Much.
1901 hatte das Gehöft 20 Einwohner. Hier wohnten der Krautfabrikant Rütger Anton Stellberg und Mühlenbesitzer Peter Schiffbauer. Der Mühlenbetrieb im Naafbachtal wurde 1927 eingestellt, 1979 wurde die Mühle abgerissen.